# U20-as labdarúgó-világbajnokság
Az U20-as labdarúgó-világbajnokság a húsz év alatti labdarúgók világbajnoksága, melyet a Nemzetközi Labdarúgó-szövetség (Fédération Internationale de Football Association) rendez. A legelső, 1977-es világbajnokság óta minden második évben kerül megrendezésre.
Argentína hat aranyérmével a legsikeresebb, akiket a brazilok követnek öt elsőséggel.

## Selejtező
Ezen a tornán, melyet 1977 előtt FIFA Coca-Cola Kupának neveztek, 24 ország méri össze a tudását. 23 válogatott beleértve a címvédőt is, selejtező mérkőzéseken kell, hogy kivívja a részvételt a létező hat területi szövetség valamelyikében. A házigazda automatikusan résztvevője a tornának.
| Szövetség                                         | Bajnokság                                 |
| ------------------------------------------------- | ----------------------------------------- |
| AFC (Ázsia)                                       | AFC ifjúsági-bajnokság                    |
| CAF (Afrika)                                      | Afrikai ifjúsági-bajnokság                |
| CONCACAF (Észak és Közép-amerikai, Karibi térség) | CONCACAF U20-as bajnokság                 |
| CONMEBOL (Dél-Amerika)                            | Dél-amerikai ifjúsági labdarúgó-bajnokság |
| OFC (Óceánia)                                     | OFC U20-as selejtező-torna                |
| UEFA (Európa)                                     | U19-es labdarúgó-Európa-bajnokság         |

## Eredmények

### Érmesek
| Év   | Helyszín                  | Döntő           | Döntő               | Döntő           | Harmadik helyért | Harmadik helyért    | Harmadik helyért   |
| Év   | Helyszín                  | Bajnok          | Eredmény            | Második hely    | Harmadik hely    | Eredmény            | Negyedik hely      |
| ---- | ------------------------- | --------------- | ------------------- | --------------- | ---------------- | ------------------- | ------------------ |
| 1977 | · Tunézia                 | · Szovjetunió   | 2–2 (h.u.) ti.: 9–8 | · Mexikó        | · Brazília       | 4–0                 | · Uruguay          |
| 1979 | · Japán                   | · Argentína     | 3–1                 | · Szovjetunió   | · Uruguay        | 1–1 (h.u.) ti.: 5–3 | · Lengyelország    |
| 1981 | · Ausztrália              | · NSZK          | 4–0                 | · Katar         | · Románia        | 1–0                 | · Anglia           |
| 1983 | · Mexikó                  | · Brazília      | 1–0                 | · Argentína     | · Lengyelország  | 2–1 (h.u.)          | · Dél-Korea        |
| 1985 | · Szovjetunió             | · Brazília      | 1–0 (h.u.)          | · Spanyolország | · Nigéria        | 0–0 (h.u.) ti.: 3–1 | · Szovjetunió      |
| 1987 | · Chile                   | · Jugoszlávia   | 1–1 (h.u.) ti.: 5–4 | · NSZK          | · NDK            | 2–2 (h.u.) ti.: 3–1 | · Chile            |
| 1989 | · Szaúd-Arábia            | · Portugália    | 2–0                 | · Nigéria       | · Brazília       | 2–0                 | · Egyesült Államok |
| 1991 | · Portugália              | · Portugália    | 0–0 (h.u.) ti.: 4–2 | · Brazília      | · Szovjetunió    | 1–1 (h.u.) ti.: 5–4 | · Ausztrália       |
| 1993 | · Ausztrália              | · Brazília      | 2–1                 | · Ghána         | · Anglia         | 2–1                 | · Ausztrália       |
| 1995 | · Katar                   | · Argentína     | 2–0                 | · Brazília      | · Portugália     | 3–2                 | · Spanyolország    |
| 1997 | · Malajzia                | · Argentína     | 2–1                 | · Uruguay       | · Írország       | 2–1                 | · Ghána            |
| 1999 | · Nigéria                 | · Spanyolország | 4–0                 | · Japán         | · Mali           | 1–0                 | · Uruguay          |
| 2001 | · Argentína               | · Argentína     | 3–0                 | · Ghána         | · Egyiptom       | 1–0                 | · Paraguay         |
| 2003 | · Egyesült Arab Emírségek | · Brazília      | 1–0                 | · Spanyolország | · Kolumbia       | 2–1                 | · Argentína        |
| 2005 | · Hollandia               | · Argentína     | 2–1                 | · Nigéria       | · Brazília       | 2–1                 | · Marokkó          |
| 2007 | · Kanada                  | · Argentína     | 2–1                 | · Csehország    | · Chile          | 1–0                 | · Ausztria         |
| 2009 | · Egyiptom                | · Ghána         | 0–0 (h.u.) ti.: 4–3 | · Brazília      | · Magyarország   | 1–1 ti.: 2–0        | · Costa Rica       |
| 2011 | · Kolumbia                | · Brazília      | 3–2 (h.u.)          | · Portugália    | · Mexikó         | 3–1                 | · Franciaország    |
| 2013 | · Törökország             | · Franciaország | 0–0 (h.u.) ti.: 4–1 | · Uruguay       | · Ghána          | 3–0                 | · Irak             |
| 2015 | · Új-Zéland               | · Szerbia       | 2–1 (h.u.)          | · Brazília      | · Mali           | 3–1                 | · Szenegál         |
| 2017 | · Dél-Korea               | · Anglia        | 1–0                 | · Venezuela     | · Olaszország    | 0–0 (h.u.) ti.: 4–1 | · Uruguay          |
| 2019 | · Lengyelország           | · Ukrajna       | 3–1                 | · Dél-Korea     | · Ecuador        | 1–0 (h.u.)          | · Olaszország      |
| 2023 | · Argentína               | · Uruguay       | 1–0                 | · Olaszország   | · Izrael         | 3–1                 | · Dél-Korea        |

### Döntősök
A következő táblázatban az a 20 nemzet szerepel, amelyek bejutottak a torna döntőjébe. Argentína a legsikeresebb nemzet a maga hat aranyával és hét döntőbe jutásával.
| Csapat        | Arany                                   | Ezüst                      |
| ------------- | --------------------------------------- | -------------------------- |
| Argentína     | 6 (1979, 1995, 1997, 20011, 2005, 2007) | 1 (1983)                   |
| Brazília      | 5 (1983, 1985, 1993, 2003, 2011)        | 4 (1991, 1995, 2009, 2015) |
| Portugália    | 2 (1989, 19911)                         | 1 (2011)                   |
| Uruguay       | 1 (2023)                                | 2 (1997, 2013)             |
| Spanyolország | 1 (1999)                                | 2 (1985, 2003)             |
| Szovjetunió   | 1 (1977)                                | 1 (1979)                   |
| Németország   | 1 (19812)                               | 1 (1987)                   |
| Jugoszlávia   | 1 (1987)                                |                            |
| Ghána         | 1 (2009)                                | 2 (1993, 2001)             |
| Franciaország | 1 (2013)                                |                            |
| Szerbia       | 1 (2015)                                |                            |
| Anglia        | 1 (2017)                                |                            |
| Ukrajna       | 1 (2019)                                |                            |
| Nigéria       |                                         | 2 (1989, 2005)             |
| Csehország    |                                         | 1 (2007)                   |
| Olaszország   |                                         | 1 (2023)                   |
| Japán         |                                         | 1 (1999)                   |
| Mexikó        |                                         | 1 (1977)                   |
| Katar         |                                         | 1 (1981)                   |
| Venezuela     |                                         | 1 (2017)                   |
| Dél-Korea     |                                         | 1 (2019)                   |

1 = házigazda
2 = még mint NSZK

### Gólkirályok
| Világbajnokság               | Aranycipő                                                                              | Gólok |
| ---------------------------- | -------------------------------------------------------------------------------------- | ----- |
| 1977 Tunézia                 | Guina                                                                                  | 4     |
| 1979 Japán                   | Ramón Díaz                                                                             | 8     |
| 1981 Ausztrália              | Ralf Loose Roland Wohlfarth Taher Amer Mark Koussas                                    | 4     |
| 1983 Mexikó                  | Geovani                                                                                | 6     |
| 1985 Szovjetunió             | Gérson Balalo Muller Sebastián Losada Fernando Gómez Monday Odiaka Alberto García Aspe | 3     |
| 1987 Chile                   | Marcel Witeczek                                                                        | 7     |
| 1989 Szaud-Arábia            | Oleg Szalenko                                                                          | 5     |
| 1991 Portugália              | Sergei Sherbakov                                                                       | 5     |
| 1993 Ausztrália              | Gian Adriano Ante Milicic Vicente Nieto Chris Faklaris Henry Zambrano                  | 3     |
| 1995 Katar                   | Joseba Etxeberria                                                                      | 7     |
| 1997 Malajzia                | Adaílton Martins Bolzan                                                                | 10    |
| 1999 Nigéria                 | Pablo Mahamadou Dissa                                                                  | 5     |
| 2001 Argentína               | Javier Saviola                                                                         | 11    |
| 2003 Egyesült Arab Emírségek | Dudu Fernando Cavenaghi Eddie Johnson Daisuke Sakata                                   | 4     |
| 2005 Hollandia               | Lionel Messi                                                                           | 6     |
| 2007 Kanada                  | Sergio Agüero                                                                          | 6     |
| 2009 Egyiptom                | Dominic Adiyiah                                                                        | 8     |
| 2011 Kolumbia                | Henrique Alexandre Lacazette Álvaro Vázquez                                            | 5     |
| 2013 Törökország             | Ebenezer Assifuah                                                                      | 6     |
| 2015 Új-Zéland               | Viktor Kovalenko Mervó Bence                                                           | 5     |
| 2017 Dél-Korea               | Riccardo Orsolini                                                                      | 5     |
| 2019 Lengyelország           | Erling Haaland                                                                         | 9     |
| 2023 Argentína               | Cesare Casadei                                                                         | 7     |

## Díjak

### Aranycipő
Az a játékos kapja az Adidas Aranycipőt, aki a torna során a legtöbb gólt szerzi. Ha több játékos is ugyanannyi gólt szerzett, akkor a gólpasszok alapján döntik el a díj nyertesét.
| világbajnokság               | Aranycipő               | Gól |
| ---------------------------- | ----------------------- | --- |
| 1977 Tunézia                 | Guina                   | 4   |
| 1979 Japán                   | Ramón Díaz              | 8   |
| 1981 Ausztrália              | Mark Koussas            | 4   |
| 1983 Mexikó                  | Geovani                 | 6   |
| 1985 Szovjetunió             | Sebastián Losada        | 3   |
| 1987 Chile                   | Marcel Witeczek         | 7   |
| 1989 Szaud-Arábia            | Oleg Szalenko           | 5   |
| 1991 Portugália              | Sergei Sherbakov        | 5   |
| 1993 Ausztrália              | Henry Zambrano          | 3   |
| 1995 Katar                   | Joseba Etxeberria       | 7   |
| 1997 Malajzia                | Adaílton Martins Bolzan | 10  |
| 1999 Nigéria                 | Pablo Couñago           | 5   |
| 2001 Argentína               | Javier Saviola          | 11  |
| 2003 Egyesült Arab Emírségek | Eddie Johnson           | 4   |
| 2005 Hollandia               | Lionel Messi            | 6   |
| 2007 Kanada                  | Sergio Agüero           | 6   |
| 2009 Egyiptom                | Dominic Adiyiah         | 8   |
| 2011 Kolumbia                | Henrique                | 5   |
| 2015 Új-Zéland               | Viktor Kovalenko        | 5   |
| 2017 Dél-Korea               | Riccardo Orsolini       | 5   |
| 2019 Lengyelország           | Erling Haaland          | 9   |
| 2023 Argentína               | Cesare Casadei          | 7   |

### Aranylabda
Az Adidas Aranylabdát az a játékos kapja, aki a legkiemelkedőbbet nyújtotta a torna során.
| Világbajnokság               | Aranylabda             |
| ---------------------------- | ---------------------- |
| 1977 Tunézia                 | Volodimir Bezszonov    |
| 1979 Japán                   | Diego Maradona         |
| 1981 Ausztrália              | Romulus Gabor          |
| 1983 Mexikó                  | Geovani                |
| 1985 Szovjetunió             | Paulo Silas            |
| 1987 Chile                   | Robert Prosinečki      |
| 1989 Szaud-Arábia            | Bismarck               |
| 1991 Portugália              | Emílio Peixe           |
| 1993 Ausztrália              | Adriano                |
| 1995 Katar                   | Caio                   |
| 1997 Malajzia                | Andrés Nicolás Olivera |
| 1999 Nigéria                 | Seydou Keita           |
| 2001 Argentína               | Javier Saviola         |
| 2003 Egyesült Arab Emírségek | Ismail Matar           |
| 2005 Hollandia               | Lionel Messi           |
| 2007 Kanada                  | Sergio Agüero          |
| 2009 Egyiptom                | Dominic Adiyiah        |
| 2011 Kolumbia                | Henrique               |
| 2013 Törökország             | Ebenezer Assifuah      |
| 2015 Új-Zéland               | Adama Traoré           |
| 2017 Dél-Korea               | Dominic Solanke        |
| 2019 Lengyelország           | I Gangin               |
| 2023 Argentína               | Cesare Casadei         |

### FIFA Fair Play-díj
A FIFA Fair Play-díjat az a csapat kapja, amelyik a torna során a legsportszerűbben játszott a FIFA szakértői bizottsága (FIFA Fair Play Committee) által meghatározott szempontok alapján.
| Világbajnokság             | FIFA Fair Play-díj |
| -------------------------- | ------------------ |
| 1977 Tunézia               | Brazília           |
| 1979 Japán                 | Lengyelország      |
| 1981 Ausztrália            | Ausztrália         |
| 1983 Mexikó                | Dél-Korea          |
| 1985 Szovjetunió           | Kolumbia           |
| 1987 Chile                 | NSZK               |
| 1989 Szaud Arábia          | Egyesült Államok   |
| 1991 Portugália            | Szovjetunió        |
| 1993 Ausztrália            | Anglia             |
| 1995 Katar                 | Japán              |
| 1997 Malajzia              | Argentína          |
| 1999 Nigéria               | Horvátország       |
| 2001 Argentína             | Argentína          |
| 2003 Egyesült Arab Emírség | Kolumbia           |
| 2005 Hollandia             | Kolumbia           |
| 2007 Kanada                | Japán              |
| 2009 Egyiptom              | Brazília           |
| 2011 Kolumbia              | Nigéria            |
| 2013 Törökország           | Spanyolország      |
| 2015 Új-Zéland             | Ukrajna            |
| 2017 Dél-Korea             | Mexikó             |
| 2019 Lengyelország         | Japán              |
| 2023 Argentína             | Egyesült Államok   |

### Aranykesztyű
Az Aranykesztyűt a torna legjobb kapusa kapja.
| Világbajnokság     | A torna legjobb kapusa |
| ------------------ | ---------------------- |
| 2009 Egyiptom      | Esteban Alvarado       |
| 2011 Kolumbia      | Mika                   |
| 2013 Törökország   | Guillermo de Amores    |
| 2015 Új-Zéland     | Predrag Rajković       |
| 2017 Dél-Korea     | Freddie Woodman        |
| 2019 Lengyelország | Andrij Lunyin          |
| 2023 Argentína     | Sebastiano Desplanches |

## Rekordok és statisztikák
A legtöbb részvétel18, Brazília
A legtöbb egymást követő részvétel16, Brazília (1981–2011).
Legtöbbszörös győztes, játékos
2 világbajnoki cím:
- Fernando Brassard (1989, 1991)
- João Vieira Pinto (1989, 1991)
- Sergio Agüero (2005, 2007)

Legnagyobb különbségű győzelem12 gól (Norvégia - Honduras 12-0, 2019)
A legtöbb gól egy mérkőzésen9 gól (Erling Haaland Honduras ellen, 2019)